# Gaujac (Gard)
Gaujac település Franciaországban, Gard megyében. Lakosainak száma 1069 fő (2022. január 1.). Gaujac La Capelle-et-Masmolène, Connaux, Pouzilhac, Saint-Pons-la-Calm és Tresques községekkel határos.

## Népesség
A település népességének változása:
| Lakosok száma | 280  | 433  | 596  | 898  | 1081 | 1110 | 1096 | 1079 | 1071 | 1069 |
|               | 1968 | 1982 | 1990 | 2006 | 2013 | 2015 | 2017 | 2019 | 2020 | 2022 |